# Spathius trifasciatus
Spathius trifasciatus är en stekelart som beskrevs av Riley 1873. Spathius trifasciatus ingår i släktet Spathius och familjen bracksteklar. Inga underarter finns listade i Catalogue of Life.